# Bo Ivar Nilsson
Bo Ivar Nilsson, född 7 september 1902 i Östra Sönnarslövs församling, Kristianstads län, död 9 november 1976, var en svensk författare.
Nilsson, som var son till kyrkvärd Johan Nilsson och Eva Nilsson, genomgick kontrollassistentutbildning vid Önnestads lantmannaskola 1921–1922 och 1924. Han var kontrollant vid Helsingborgs mejerier 1928 samt ägde och brukade Ingvarsgården i Påarp från 1933. Han var ekonomisk medarbetare Skånska Dagbladet 1925–1945 och ordförande i Mörarps folkbibliotek från 1950. Han blev Deverthska kulturstiftelsens stipendiat 1969.